# Macquarie Park
Macquarie Park é um subúrbio no norte de Sydney, Nova Gales do Sul, Austrália. Macquarie Park está localizado a 13 quiômetros a noroeste do distrito comercial central de Sydney, na área de governo local da cidade de Ryde.
O subúrbio tinha uma população de 8.144 habitantes no censo de 2016.